# Sweet Revenge
Sweet Revenge es el tercer álbum de estudio del músico estadounidense John Prine. Fue publicado en octubre de 1973 a través de Atlantic Records.

## Escritura e inspiración
«Sweet Revenge» refleja algunas de las frustraciones de Prine con la forma en que se recibió su segundo álbum, comentando en las notas de álbum de Great Days: The John Prine Anthology: “Dejé mi trabajo en la oficina de correos, saqué este álbum que obtuvo críticas increíbles, y luego este segundo donde las críticas comenzaron a golpearme. Creo que se me metió bajo la piel”. En las notas de John Prine Live, Prine escribe que «Mexican Home» se inspiró parcialmente en su padre Bill sentado en su porche en Maywood, Illinois, mientras que «Grandpa Was a Carpenter» fue su homenaje a su abuelo Empson Schobie Prine. «Christmas in Prison» mezcló humor con patetismo y anhelo romántico con algunas de las imágenes más cinematográficas de Prine hasta la fecha. En las notas de Great Days, Prine escribe sobre la melodía: “Se trata de una persona que está en algún lugar como una prisión, en una situación en la que no quiere estar. Y deseando estar en otro lugar. Pero usé todos las imágenes como si fuera una prisión real, con las luces oscilando por el patio, la comida sabiendo mal, haciendo armas de madera o jabón. Y como soy un tipo sentimental, lo puse en Navidad”. «Please Don't Bury Me» era un alegre ritmo country con una intrincada interacción de guitarra, pero había sido reescrito, y Prine recordó en Great Days: “Esa canción era originalmente sobre este personaje que tenía en mente llamado Tom Brewster. Muere, pero se suponía que no debía hacerlo, como en esa escena de esas películas antiguas. Los ángeles tienen que enviarlo de regreso, pero no pueden tal como está. Entonces lo devuelven como un gallo. Por eso se llama Brewster. Terminé destrozando toda esa parte y se me ocurrió la idea de que el tipo simplemente regalara todos sus órganos, e hice una canción completa con eso”.

## Grabación y producción

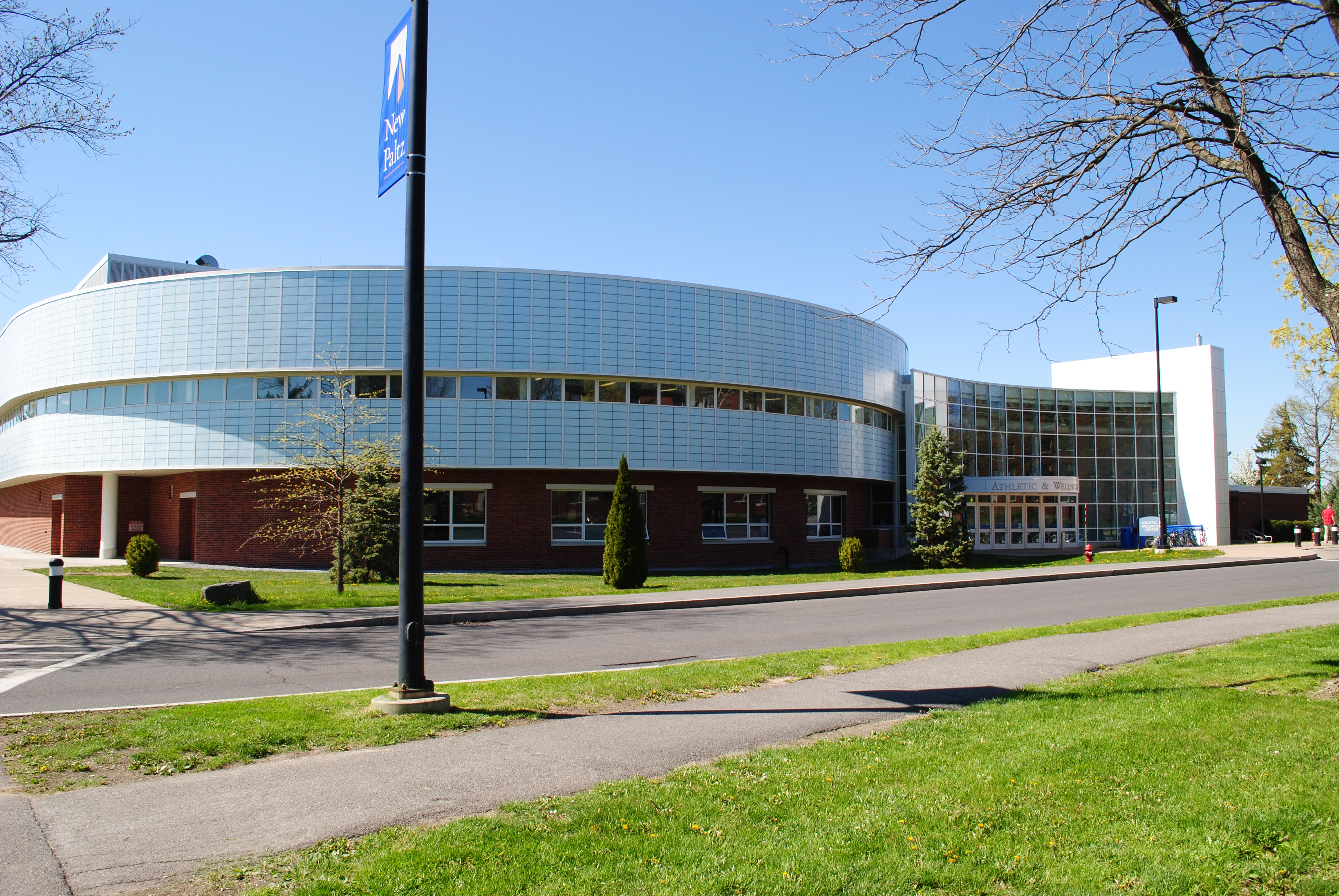
«Dear Abby» es la única canción de Sweet Revenge que se grabó en vivo en el SUNY New Paltz.

Al igual que los dos álbumes anteriores de Prine, Arif Mardin se encargó de la producción del álbum. Las sesiones de grabación de Sweet Revenge tuvieron lugar principalmente en Quadraphonic Sound Studios en Nashville, Tennessee. Como observa el biógrafo de Prine, Eddie Huffman, Sweet Revenge era un LP de banda completa grabado en Tennessee, pero el cantante había crecido dramáticamente como vocalista y artista discográfico durante los dos años anteriores. Sonaba completamente integrado con los músicos de acompañamiento en esta gira...” Dos canciones, «Blue Umbrella» y «Onomatopoeia», se grabaron en Atlantic Recording Studios en la ciudad de Nueva York, mientras que «Dear Abby» se grabó en vivo en un concierto en la Universidad Estatal de Nueva York en New Paltz. Se intentó «Dear Abby» en el estudio pero, como Prine le dijo a David Fricke en 1993, “la versión de estudio fue grabada con una banda, y era muy rígida y sin humor. Lo cortamos una vez, en vivo, y eso fue todo. Ese era el poder de la canción, en la forma en que la gente giraba la cabeza en el momento en que llegaba al primer verso, a los primeros acordes. Esa fue la razón por la que usamos la versión en vivo”. El álbum presenta a muchos de los mismos músicos que tocaron en el álbum debut de Prine, junto con Cissy Houston, que era miembro del grupo de acompañamiento de Elvis Presley, The Sweet Inspirations; y Houston, Deidre Tuck, y Judy Clay cantan con Prine en las secciones de llamada y respuesta de la canción que da nombre al álbum, agregando una mezcla conmovedora al tono irregular de Prine.

## Diseño de portada

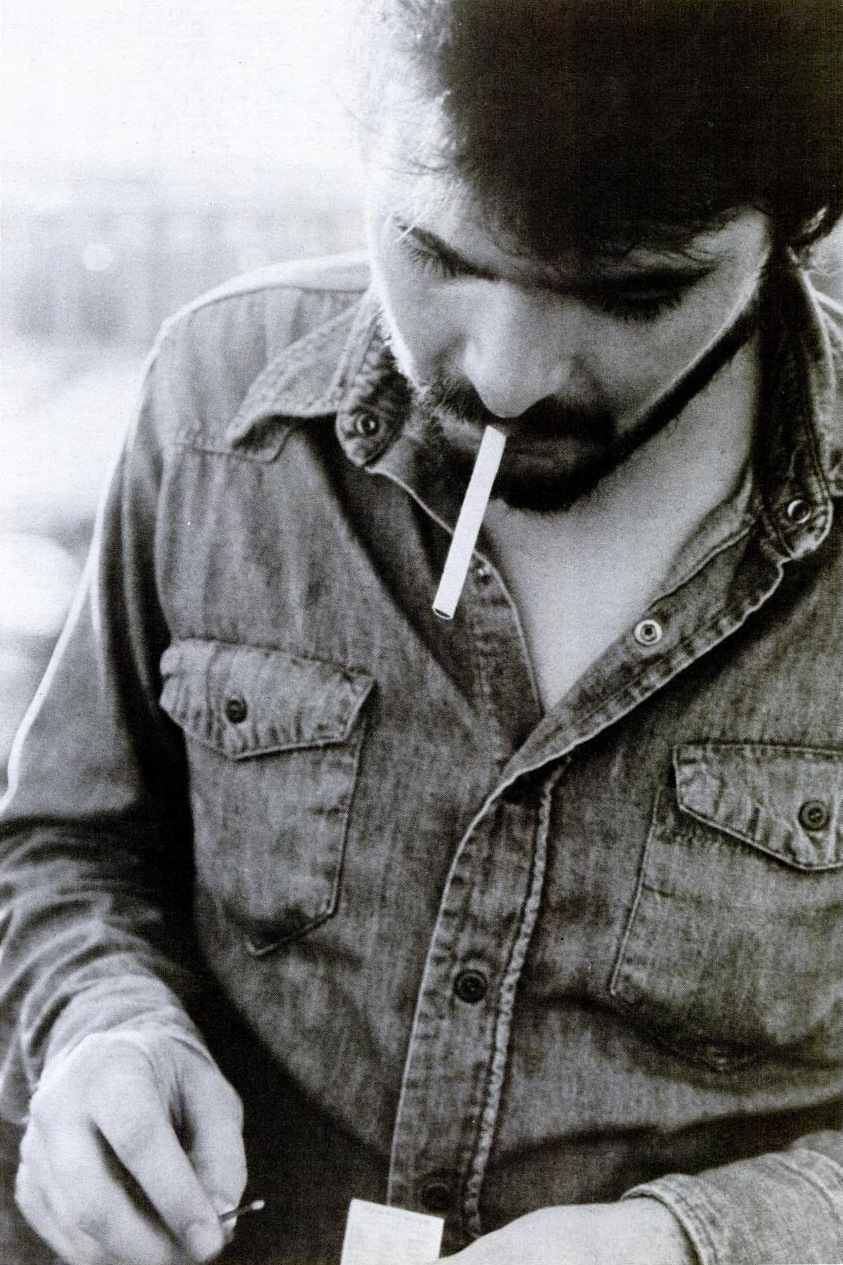
Anuncio comercial del álbum en Billboard.

La portada del álbum, la cual fue fotografiada por Wendi E. Lombardi y diseñada por Ira Friedlander,  muestra a un Prine barbudo y vestido de mezclilla, con gafas de sol y botas de vaquero puntiagudas, un cigarrillo sobresaliendo de sus labios – acostado sobre los asientos delanteros de cuero de un Porsche descapotable de 1959, el “primer juguete” que el cantante compró con el dinero de su sello discográfico.

## Recepción de la crítica
Un escritor no especificado de la revista Billboard escribió: “Los compositores que pueden despertar todas las emociones son raros, y los cantautores de este género son aún más escasos, pero Prine llena el cartel mientras avanza a través de la humorística «Dear Abby» y la conmovedora «Christmas in Prison». Prine todavía suena un poco como Dylan, pero su material es tan fuerte y su estilo se desarrolla tan bien que ha establecido su propia identidad por completo”. Un escritor no especificado de la revista Cash Box escribió “John siempre ha sido un excelente narrador, un maestro en el dibujo de personajes, y su último LP es un buen ejemplo de su amplio talento. La canción que da nombre al álbum es un gran swing country con un ritmo muy funky, mientras que «A Good Time» y «Christmas in Prison» son baladas bien ejecutadas que destacan la voz efectivamente áspera de John. Algunos excelentes músicos de estudio, incluidos Steve Goodman, Cissy Houston y Reggie Young, todos dan toques distintivos a las composiciones de John, especialmente en «Often Is a Word I Seldom Use» y «Grandpa Was a Carpenter»”.
En su reseña inicial del álbum, Noel Coppage de Stereo Review describió Sweet Revenge como “el mejor hasta el momento; es resistente, divertido y tiene un buen ritmo”, añadiendo: “En el medio hay todo tipo de cosas, reflexivas, nostálgicas, caprichosas, sardónicas; todo está repleto de buenas líneas y melodías que—bueno, ya sabes, son melodías útiles del tipo de Dylan temprano. Prine no puede permitirse el lujo de interesarse demasiado por las melodías mientras tenga que escribir cosas que la voz de John Prine pueda cantar. Sin embargo, su voz suena tan bien en muchas de sus canciones que probablemente salga pareja o un poco por delante”. En su reseña inicial de Sweet Revenge, el crítico de la revista Rolling Stone, Tom Nolan, le dio una reseña positiva al álbum, llamándolo “una obra más humana, más madura y un paso adelante artísticamente y hacia un público más amplio” y “su mejor disco hasta el momento”.

## Lista de canciones
Todas las canciones escritas y compuestas por John Prine, excepto donde esta anotado. 
| Lado uno |                                |          |  |
| N.º      | Título                         | Duración |  |
| 1.       | «Sweet Revenge»                | 2:41     |  |
| 2.       | «Please Don't Bury Me»         | 2:51     |  |
| 3.       | «Christmas in Prison»          | 3:13     |  |
| 4.       | «Dear Abby»                    | 4:17     |  |
| 5.       | «Blue Umbrella»                | 3:31     |  |
| 6.       | «Often Is a Word I Seldom Use» | 2:58     |  |

| Lado dos |                                        |          |  |
| N.º      | Título                                 | Duración |  |
| 1.       | «Onomatopoeia»                         | 2:19     |  |
| 2.       | «Grandpa Was a Carpenter»              | 2:10     |  |
| 3.       | «The Accident (Things Could Be Worse)» | 3:20     |  |
| 4.       | «Mexican Home»                         | 4:36     |  |
| 5.       | «A Good Time»                          | 3:27     |  |
| 6.       | «Nine Pound Hammer» (Merle Travis)     | 3:02     |  |

## Posicionamiento
| Gráfica (1973–74)                         | Pico de posición |
| ----------------------------------------- | ---------------- |
| Estados Unidos (Billboard Top LPs & Tape) | 135              |
| Estados Unidos (Cash Box Top 100 Albums)  | 124              |
| Estados Unidos (Record World Album Chart) | 108              |